# Gnathostomata
Gnathostomes · Vertébrés à mâchoires
Pour le super-ordre d'oursins, voir Gnathostomata (Echinoidea).
Infra-embranchement
Classes de rang inférieur
- † Placodermi
- Eugnathostomata:
  - † Acanthodii*
  - Chondrichthyes
  - Euteleostomi/Osteichthyes:
    - Actinopterygii
    - Sarcopterygii (inclut les tétrapodes)

Les Gnathostomes (Gnathostomata), aussi connus sous le nom de vertébrés à mâchoires, sont un infra-embranchement d'animaux vertébrés dont la particularité principale est la présence de mâchoires. Il s'agit du groupe le plus diversifié parmi les chordés ; il représente 99 % des vertébrés, avec près de 60 000 espèces. La mâchoire de ces animaux est une partie du splanchnocrâne, sa partie supérieure bilatérale est constituée des cartilages ptérygopalatocarrés et la partie inférieure bilatérale (mandibule) des cartilages de Meckel.

## Étymologie
Le mot Gnathostomata vient du grec ancien γνάθος / gnáthos, « mâchoire » et στόμα / stóma, « bouche ».

## Caractéristiques
Le caractère qui définit le groupe des Gnathostomes est la présence de mâchoires cartilagineuses, qui sont interprétées par les anatomistes comme[pas clair] dérivant du premier arc branchial.
Ce groupe présente d'autres caractères propres :
- le squelette des arcs branchiaux est interne par rapport aux branchies[pas clair] ;
- dans l'oreille interne, trois canaux semi-circulaires, au lieu de deux, servent à l'orientation ;
- certaines fibres nerveuses sont entourées de gaines de myéline ;
- l'hémoglobine comporte quatre chaînes d'acides aminés 2α et 2β.

La présence de mâchoires permet aux espèces de cet embranchement la prédation de proies de plus grande taille et mobiles.
Ce groupe comprend actuellement les chondrichthyens (« poissons » cartilagineux), d'une part, et les eutéléostomes, d'autre part, c'est-à-dire les autres « poissons » (« poissons osseux ») et les tétrapodes.

## Liste des classes
Liste des classes actuelles selon l'ITIS (4 mars 2019) :
- Chondrichthyes – les poissons cartilagineux ;
- (super-classe Euteleostomi/Osteichthyes[4] – les poissons osseux, tétrapodes inclus) :
  - classe Actinopterygii – les poissons à nageoires rayonnées :
    - Chondrostei,
    - Cladistei,
    - Holostei,
    - Teleostei ;

  - classe Sarcopterygii* – les poissons à nageoires charnues :
    - Coelacanthi – les Cœlacanthes,
    - Dipnoi – les Dipneustes ;

  - super-classe	Tetrapoda :
    - Amphibia – les Amphibiens,
    - Aves – les Oiseaux,
    - Mammalia – les Mammifères,
    - Reptilia* – les Reptiles.

Liste des classes fossiles :
- † Placodermi Mc Coy, 1848 ;
- dans le clade Eugnathostomata (groupe-couronne des gnathostomes actuels) :
  - † Acanthodii* Owen, 1846 (incluant Chondrichthyes).

## Phylogénie
Phylogénie des grands groupes actuels des Vertébrés d'après Betancur-R et al. (2017) et Heimberg et al. (2010) :
|  | Cephalaspidomorphi (les lamproies) |
|  |                                    |
|  | Myxiniformes (les myxines)         |
|  |                                    |

| Actinistia           | Coelacanthi (les cœlacanthes) |
|                      | Coelacanthi (les cœlacanthes) |
| Dipnotetrapodomorpha | \| Dipnomorpha \| Dipnoi (les dipneustes) \| \| \| Dipnoi (les dipneustes) \| \| Tetrapodomorpha \| Tetrapoda (les tétrapodes) \| \| \| Tetrapoda (les tétrapodes) \| |
|                      | \| Dipnomorpha \| Dipnoi (les dipneustes) \| \| \| Dipnoi (les dipneustes) \| \| Tetrapodomorpha \| Tetrapoda (les tétrapodes) \| \| \| Tetrapoda (les tétrapodes) \| |
| Dipnomorpha          | Dipnoi (les dipneustes) |
|                      | Dipnoi (les dipneustes) |
| Tetrapodomorpha      | Tetrapoda (les tétrapodes) |
|                      | Tetrapoda (les tétrapodes) |

| Dipnomorpha     | Dipnoi (les dipneustes)    |
|                 | Dipnoi (les dipneustes)    |
| Tetrapodomorpha | Tetrapoda (les tétrapodes) |
|                 | Tetrapoda (les tétrapodes) |

| Actinistia           | Coelacanthi (les cœlacanthes) |
|                      | Coelacanthi (les cœlacanthes) |
| Dipnotetrapodomorpha | \| Dipnomorpha \| Dipnoi (les dipneustes) \| \| \| Dipnoi (les dipneustes) \| \| Tetrapodomorpha \| Tetrapoda (les tétrapodes) \| \| \| Tetrapoda (les tétrapodes) \| |
|                      | \| Dipnomorpha \| Dipnoi (les dipneustes) \| \| \| Dipnoi (les dipneustes) \| \| Tetrapodomorpha \| Tetrapoda (les tétrapodes) \| \| \| Tetrapoda (les tétrapodes) \| |
| Dipnomorpha          | Dipnoi (les dipneustes) |
|                      | Dipnoi (les dipneustes) |
| Tetrapodomorpha      | Tetrapoda (les tétrapodes) |
|                      | Tetrapoda (les tétrapodes) |

| Dipnomorpha     | Dipnoi (les dipneustes)    |
|                 | Dipnoi (les dipneustes)    |
| Tetrapodomorpha | Tetrapoda (les tétrapodes) |
|                 | Tetrapoda (les tétrapodes) |

| Actinistia           | Coelacanthi (les cœlacanthes) |
|                      | Coelacanthi (les cœlacanthes) |
| Dipnotetrapodomorpha | \| Dipnomorpha \| Dipnoi (les dipneustes) \| \| \| Dipnoi (les dipneustes) \| \| Tetrapodomorpha \| Tetrapoda (les tétrapodes) \| \| \| Tetrapoda (les tétrapodes) \| |
|                      | \| Dipnomorpha \| Dipnoi (les dipneustes) \| \| \| Dipnoi (les dipneustes) \| \| Tetrapodomorpha \| Tetrapoda (les tétrapodes) \| \| \| Tetrapoda (les tétrapodes) \| |
| Dipnomorpha          | Dipnoi (les dipneustes) |
|                      | Dipnoi (les dipneustes) |
| Tetrapodomorpha      | Tetrapoda (les tétrapodes) |
|                      | Tetrapoda (les tétrapodes) |

| Dipnomorpha     | Dipnoi (les dipneustes)    |
|                 | Dipnoi (les dipneustes)    |
| Tetrapodomorpha | Tetrapoda (les tétrapodes) |
|                 | Tetrapoda (les tétrapodes) |

| Actinistia           | Coelacanthi (les cœlacanthes) |
|                      | Coelacanthi (les cœlacanthes) |
| Dipnotetrapodomorpha | \| Dipnomorpha \| Dipnoi (les dipneustes) \| \| \| Dipnoi (les dipneustes) \| \| Tetrapodomorpha \| Tetrapoda (les tétrapodes) \| \| \| Tetrapoda (les tétrapodes) \| |
|                      | \| Dipnomorpha \| Dipnoi (les dipneustes) \| \| \| Dipnoi (les dipneustes) \| \| Tetrapodomorpha \| Tetrapoda (les tétrapodes) \| \| \| Tetrapoda (les tétrapodes) \| |
| Dipnomorpha          | Dipnoi (les dipneustes) |
|                      | Dipnoi (les dipneustes) |
| Tetrapodomorpha      | Tetrapoda (les tétrapodes) |
|                      | Tetrapoda (les tétrapodes) |

| Dipnomorpha     | Dipnoi (les dipneustes)    |
|                 | Dipnoi (les dipneustes)    |
| Tetrapodomorpha | Tetrapoda (les tétrapodes) |
|                 | Tetrapoda (les tétrapodes) |

| Actinistia           | Coelacanthi (les cœlacanthes) |
|                      | Coelacanthi (les cœlacanthes) |
| Dipnotetrapodomorpha | \| Dipnomorpha \| Dipnoi (les dipneustes) \| \| \| Dipnoi (les dipneustes) \| \| Tetrapodomorpha \| Tetrapoda (les tétrapodes) \| \| \| Tetrapoda (les tétrapodes) \| |
|                      | \| Dipnomorpha \| Dipnoi (les dipneustes) \| \| \| Dipnoi (les dipneustes) \| \| Tetrapodomorpha \| Tetrapoda (les tétrapodes) \| \| \| Tetrapoda (les tétrapodes) \| |
| Dipnomorpha          | Dipnoi (les dipneustes) |
|                      | Dipnoi (les dipneustes) |
| Tetrapodomorpha      | Tetrapoda (les tétrapodes) |
|                      | Tetrapoda (les tétrapodes) |

| Dipnomorpha     | Dipnoi (les dipneustes)    |
|                 | Dipnoi (les dipneustes)    |
| Tetrapodomorpha | Tetrapoda (les tétrapodes) |
|                 | Tetrapoda (les tétrapodes) |

| Actinistia           | Coelacanthi (les cœlacanthes) |
|                      | Coelacanthi (les cœlacanthes) |
| Dipnotetrapodomorpha | \| Dipnomorpha \| Dipnoi (les dipneustes) \| \| \| Dipnoi (les dipneustes) \| \| Tetrapodomorpha \| Tetrapoda (les tétrapodes) \| \| \| Tetrapoda (les tétrapodes) \| |
|                      | \| Dipnomorpha \| Dipnoi (les dipneustes) \| \| \| Dipnoi (les dipneustes) \| \| Tetrapodomorpha \| Tetrapoda (les tétrapodes) \| \| \| Tetrapoda (les tétrapodes) \| |
| Dipnomorpha          | Dipnoi (les dipneustes) |
|                      | Dipnoi (les dipneustes) |
| Tetrapodomorpha      | Tetrapoda (les tétrapodes) |
|                      | Tetrapoda (les tétrapodes) |

| Dipnomorpha     | Dipnoi (les dipneustes)    |
|                 | Dipnoi (les dipneustes)    |
| Tetrapodomorpha | Tetrapoda (les tétrapodes) |
|                 | Tetrapoda (les tétrapodes) |

| Actinistia           | Coelacanthi (les cœlacanthes) |
|                      | Coelacanthi (les cœlacanthes) |
| Dipnotetrapodomorpha | \| Dipnomorpha \| Dipnoi (les dipneustes) \| \| \| Dipnoi (les dipneustes) \| \| Tetrapodomorpha \| Tetrapoda (les tétrapodes) \| \| \| Tetrapoda (les tétrapodes) \| |
|                      | \| Dipnomorpha \| Dipnoi (les dipneustes) \| \| \| Dipnoi (les dipneustes) \| \| Tetrapodomorpha \| Tetrapoda (les tétrapodes) \| \| \| Tetrapoda (les tétrapodes) \| |
| Dipnomorpha          | Dipnoi (les dipneustes) |
|                      | Dipnoi (les dipneustes) |
| Tetrapodomorpha      | Tetrapoda (les tétrapodes) |
|                      | Tetrapoda (les tétrapodes) |

| Dipnomorpha     | Dipnoi (les dipneustes)    |
|                 | Dipnoi (les dipneustes)    |
| Tetrapodomorpha | Tetrapoda (les tétrapodes) |
|                 | Tetrapoda (les tétrapodes) |

| Actinistia           | Coelacanthi (les cœlacanthes) |
|                      | Coelacanthi (les cœlacanthes) |
| Dipnotetrapodomorpha | \| Dipnomorpha \| Dipnoi (les dipneustes) \| \| \| Dipnoi (les dipneustes) \| \| Tetrapodomorpha \| Tetrapoda (les tétrapodes) \| \| \| Tetrapoda (les tétrapodes) \| |
|                      | \| Dipnomorpha \| Dipnoi (les dipneustes) \| \| \| Dipnoi (les dipneustes) \| \| Tetrapodomorpha \| Tetrapoda (les tétrapodes) \| \| \| Tetrapoda (les tétrapodes) \| |
| Dipnomorpha          | Dipnoi (les dipneustes) |
|                      | Dipnoi (les dipneustes) |
| Tetrapodomorpha      | Tetrapoda (les tétrapodes) |
|                      | Tetrapoda (les tétrapodes) |

| Dipnomorpha     | Dipnoi (les dipneustes)    |
|                 | Dipnoi (les dipneustes)    |
| Tetrapodomorpha | Tetrapoda (les tétrapodes) |
|                 | Tetrapoda (les tétrapodes) |

| Actinistia           | Coelacanthi (les cœlacanthes) |
|                      | Coelacanthi (les cœlacanthes) |
| Dipnotetrapodomorpha | \| Dipnomorpha \| Dipnoi (les dipneustes) \| \| \| Dipnoi (les dipneustes) \| \| Tetrapodomorpha \| Tetrapoda (les tétrapodes) \| \| \| Tetrapoda (les tétrapodes) \| |
|                      | \| Dipnomorpha \| Dipnoi (les dipneustes) \| \| \| Dipnoi (les dipneustes) \| \| Tetrapodomorpha \| Tetrapoda (les tétrapodes) \| \| \| Tetrapoda (les tétrapodes) \| |
| Dipnomorpha          | Dipnoi (les dipneustes) |
|                      | Dipnoi (les dipneustes) |
| Tetrapodomorpha      | Tetrapoda (les tétrapodes) |
|                      | Tetrapoda (les tétrapodes) |

| Dipnomorpha     | Dipnoi (les dipneustes)    |
|                 | Dipnoi (les dipneustes)    |
| Tetrapodomorpha | Tetrapoda (les tétrapodes) |
|                 | Tetrapoda (les tétrapodes) |

| Actinistia           | Coelacanthi (les cœlacanthes) |
|                      | Coelacanthi (les cœlacanthes) |
| Dipnotetrapodomorpha | \| Dipnomorpha \| Dipnoi (les dipneustes) \| \| \| Dipnoi (les dipneustes) \| \| Tetrapodomorpha \| Tetrapoda (les tétrapodes) \| \| \| Tetrapoda (les tétrapodes) \| |
|                      | \| Dipnomorpha \| Dipnoi (les dipneustes) \| \| \| Dipnoi (les dipneustes) \| \| Tetrapodomorpha \| Tetrapoda (les tétrapodes) \| \| \| Tetrapoda (les tétrapodes) \| |
| Dipnomorpha          | Dipnoi (les dipneustes) |
|                      | Dipnoi (les dipneustes) |
| Tetrapodomorpha      | Tetrapoda (les tétrapodes) |
|                      | Tetrapoda (les tétrapodes) |

| Dipnomorpha     | Dipnoi (les dipneustes)    |
|                 | Dipnoi (les dipneustes)    |
| Tetrapodomorpha | Tetrapoda (les tétrapodes) |
|                 | Tetrapoda (les tétrapodes) |

| Actinistia           | Coelacanthi (les cœlacanthes) |
|                      | Coelacanthi (les cœlacanthes) |
| Dipnotetrapodomorpha | \| Dipnomorpha \| Dipnoi (les dipneustes) \| \| \| Dipnoi (les dipneustes) \| \| Tetrapodomorpha \| Tetrapoda (les tétrapodes) \| \| \| Tetrapoda (les tétrapodes) \| |
|                      | \| Dipnomorpha \| Dipnoi (les dipneustes) \| \| \| Dipnoi (les dipneustes) \| \| Tetrapodomorpha \| Tetrapoda (les tétrapodes) \| \| \| Tetrapoda (les tétrapodes) \| |
| Dipnomorpha          | Dipnoi (les dipneustes) |
|                      | Dipnoi (les dipneustes) |
| Tetrapodomorpha      | Tetrapoda (les tétrapodes) |
|                      | Tetrapoda (les tétrapodes) |

| Dipnomorpha     | Dipnoi (les dipneustes)    |
|                 | Dipnoi (les dipneustes)    |
| Tetrapodomorpha | Tetrapoda (les tétrapodes) |
|                 | Tetrapoda (les tétrapodes) |

| Actinistia           | Coelacanthi (les cœlacanthes) |
|                      | Coelacanthi (les cœlacanthes) |
| Dipnotetrapodomorpha | \| Dipnomorpha \| Dipnoi (les dipneustes) \| \| \| Dipnoi (les dipneustes) \| \| Tetrapodomorpha \| Tetrapoda (les tétrapodes) \| \| \| Tetrapoda (les tétrapodes) \| |
|                      | \| Dipnomorpha \| Dipnoi (les dipneustes) \| \| \| Dipnoi (les dipneustes) \| \| Tetrapodomorpha \| Tetrapoda (les tétrapodes) \| \| \| Tetrapoda (les tétrapodes) \| |
| Dipnomorpha          | Dipnoi (les dipneustes) |
|                      | Dipnoi (les dipneustes) |
| Tetrapodomorpha      | Tetrapoda (les tétrapodes) |
|                      | Tetrapoda (les tétrapodes) |

| Dipnomorpha     | Dipnoi (les dipneustes)    |
|                 | Dipnoi (les dipneustes)    |
| Tetrapodomorpha | Tetrapoda (les tétrapodes) |
|                 | Tetrapoda (les tétrapodes) |

| Actinistia           | Coelacanthi (les cœlacanthes) |
|                      | Coelacanthi (les cœlacanthes) |
| Dipnotetrapodomorpha | \| Dipnomorpha \| Dipnoi (les dipneustes) \| \| \| Dipnoi (les dipneustes) \| \| Tetrapodomorpha \| Tetrapoda (les tétrapodes) \| \| \| Tetrapoda (les tétrapodes) \| |
|                      | \| Dipnomorpha \| Dipnoi (les dipneustes) \| \| \| Dipnoi (les dipneustes) \| \| Tetrapodomorpha \| Tetrapoda (les tétrapodes) \| \| \| Tetrapoda (les tétrapodes) \| |
| Dipnomorpha          | Dipnoi (les dipneustes) |
|                      | Dipnoi (les dipneustes) |
| Tetrapodomorpha      | Tetrapoda (les tétrapodes) |
|                      | Tetrapoda (les tétrapodes) |

| Dipnomorpha     | Dipnoi (les dipneustes)    |
|                 | Dipnoi (les dipneustes)    |
| Tetrapodomorpha | Tetrapoda (les tétrapodes) |
|                 | Tetrapoda (les tétrapodes) |

| Actinistia           | Coelacanthi (les cœlacanthes) |
|                      | Coelacanthi (les cœlacanthes) |
| Dipnotetrapodomorpha | \| Dipnomorpha \| Dipnoi (les dipneustes) \| \| \| Dipnoi (les dipneustes) \| \| Tetrapodomorpha \| Tetrapoda (les tétrapodes) \| \| \| Tetrapoda (les tétrapodes) \| |
|                      | \| Dipnomorpha \| Dipnoi (les dipneustes) \| \| \| Dipnoi (les dipneustes) \| \| Tetrapodomorpha \| Tetrapoda (les tétrapodes) \| \| \| Tetrapoda (les tétrapodes) \| |
| Dipnomorpha          | Dipnoi (les dipneustes) |
|                      | Dipnoi (les dipneustes) |
| Tetrapodomorpha      | Tetrapoda (les tétrapodes) |
|                      | Tetrapoda (les tétrapodes) |

| Dipnomorpha     | Dipnoi (les dipneustes)    |
|                 | Dipnoi (les dipneustes)    |
| Tetrapodomorpha | Tetrapoda (les tétrapodes) |
|                 | Tetrapoda (les tétrapodes) |

| Actinistia           | Coelacanthi (les cœlacanthes) |
|                      | Coelacanthi (les cœlacanthes) |
| Dipnotetrapodomorpha | \| Dipnomorpha \| Dipnoi (les dipneustes) \| \| \| Dipnoi (les dipneustes) \| \| Tetrapodomorpha \| Tetrapoda (les tétrapodes) \| \| \| Tetrapoda (les tétrapodes) \| |
|                      | \| Dipnomorpha \| Dipnoi (les dipneustes) \| \| \| Dipnoi (les dipneustes) \| \| Tetrapodomorpha \| Tetrapoda (les tétrapodes) \| \| \| Tetrapoda (les tétrapodes) \| |
| Dipnomorpha          | Dipnoi (les dipneustes) |
|                      | Dipnoi (les dipneustes) |
| Tetrapodomorpha      | Tetrapoda (les tétrapodes) |
|                      | Tetrapoda (les tétrapodes) |

| Dipnomorpha     | Dipnoi (les dipneustes)    |
|                 | Dipnoi (les dipneustes)    |
| Tetrapodomorpha | Tetrapoda (les tétrapodes) |
|                 | Tetrapoda (les tétrapodes) |

| Actinistia           | Coelacanthi (les cœlacanthes) |
|                      | Coelacanthi (les cœlacanthes) |
| Dipnotetrapodomorpha | \| Dipnomorpha \| Dipnoi (les dipneustes) \| \| \| Dipnoi (les dipneustes) \| \| Tetrapodomorpha \| Tetrapoda (les tétrapodes) \| \| \| Tetrapoda (les tétrapodes) \| |
|                      | \| Dipnomorpha \| Dipnoi (les dipneustes) \| \| \| Dipnoi (les dipneustes) \| \| Tetrapodomorpha \| Tetrapoda (les tétrapodes) \| \| \| Tetrapoda (les tétrapodes) \| |
| Dipnomorpha          | Dipnoi (les dipneustes) |
|                      | Dipnoi (les dipneustes) |
| Tetrapodomorpha      | Tetrapoda (les tétrapodes) |
|                      | Tetrapoda (les tétrapodes) |

| Dipnomorpha     | Dipnoi (les dipneustes)    |
|                 | Dipnoi (les dipneustes)    |
| Tetrapodomorpha | Tetrapoda (les tétrapodes) |
|                 | Tetrapoda (les tétrapodes) |

|  | Cephalaspidomorphi (les lamproies) |
|  |                                    |
|  | Myxiniformes (les myxines)         |
|  |                                    |

| Actinistia           | Coelacanthi (les cœlacanthes) |
|                      | Coelacanthi (les cœlacanthes) |
| Dipnotetrapodomorpha | \| Dipnomorpha \| Dipnoi (les dipneustes) \| \| \| Dipnoi (les dipneustes) \| \| Tetrapodomorpha \| Tetrapoda (les tétrapodes) \| \| \| Tetrapoda (les tétrapodes) \| |
|                      | \| Dipnomorpha \| Dipnoi (les dipneustes) \| \| \| Dipnoi (les dipneustes) \| \| Tetrapodomorpha \| Tetrapoda (les tétrapodes) \| \| \| Tetrapoda (les tétrapodes) \| |
| Dipnomorpha          | Dipnoi (les dipneustes) |
|                      | Dipnoi (les dipneustes) |
| Tetrapodomorpha      | Tetrapoda (les tétrapodes) |
|                      | Tetrapoda (les tétrapodes) |

| Dipnomorpha     | Dipnoi (les dipneustes)    |
|                 | Dipnoi (les dipneustes)    |
| Tetrapodomorpha | Tetrapoda (les tétrapodes) |
|                 | Tetrapoda (les tétrapodes) |

| Actinistia           | Coelacanthi (les cœlacanthes) |
|                      | Coelacanthi (les cœlacanthes) |
| Dipnotetrapodomorpha | \| Dipnomorpha \| Dipnoi (les dipneustes) \| \| \| Dipnoi (les dipneustes) \| \| Tetrapodomorpha \| Tetrapoda (les tétrapodes) \| \| \| Tetrapoda (les tétrapodes) \| |
|                      | \| Dipnomorpha \| Dipnoi (les dipneustes) \| \| \| Dipnoi (les dipneustes) \| \| Tetrapodomorpha \| Tetrapoda (les tétrapodes) \| \| \| Tetrapoda (les tétrapodes) \| |
| Dipnomorpha          | Dipnoi (les dipneustes) |
|                      | Dipnoi (les dipneustes) |
| Tetrapodomorpha      | Tetrapoda (les tétrapodes) |
|                      | Tetrapoda (les tétrapodes) |

| Dipnomorpha     | Dipnoi (les dipneustes)    |
|                 | Dipnoi (les dipneustes)    |
| Tetrapodomorpha | Tetrapoda (les tétrapodes) |
|                 | Tetrapoda (les tétrapodes) |

| Actinistia           | Coelacanthi (les cœlacanthes) |
|                      | Coelacanthi (les cœlacanthes) |
| Dipnotetrapodomorpha | \| Dipnomorpha \| Dipnoi (les dipneustes) \| \| \| Dipnoi (les dipneustes) \| \| Tetrapodomorpha \| Tetrapoda (les tétrapodes) \| \| \| Tetrapoda (les tétrapodes) \| |
|                      | \| Dipnomorpha \| Dipnoi (les dipneustes) \| \| \| Dipnoi (les dipneustes) \| \| Tetrapodomorpha \| Tetrapoda (les tétrapodes) \| \| \| Tetrapoda (les tétrapodes) \| |
| Dipnomorpha          | Dipnoi (les dipneustes) |
|                      | Dipnoi (les dipneustes) |
| Tetrapodomorpha      | Tetrapoda (les tétrapodes) |
|                      | Tetrapoda (les tétrapodes) |

| Dipnomorpha     | Dipnoi (les dipneustes)    |
|                 | Dipnoi (les dipneustes)    |
| Tetrapodomorpha | Tetrapoda (les tétrapodes) |
|                 | Tetrapoda (les tétrapodes) |

| Actinistia           | Coelacanthi (les cœlacanthes) |
|                      | Coelacanthi (les cœlacanthes) |
| Dipnotetrapodomorpha | \| Dipnomorpha \| Dipnoi (les dipneustes) \| \| \| Dipnoi (les dipneustes) \| \| Tetrapodomorpha \| Tetrapoda (les tétrapodes) \| \| \| Tetrapoda (les tétrapodes) \| |
|                      | \| Dipnomorpha \| Dipnoi (les dipneustes) \| \| \| Dipnoi (les dipneustes) \| \| Tetrapodomorpha \| Tetrapoda (les tétrapodes) \| \| \| Tetrapoda (les tétrapodes) \| |
| Dipnomorpha          | Dipnoi (les dipneustes) |
|                      | Dipnoi (les dipneustes) |
| Tetrapodomorpha      | Tetrapoda (les tétrapodes) |
|                      | Tetrapoda (les tétrapodes) |

| Dipnomorpha     | Dipnoi (les dipneustes)    |
|                 | Dipnoi (les dipneustes)    |
| Tetrapodomorpha | Tetrapoda (les tétrapodes) |
|                 | Tetrapoda (les tétrapodes) |

| Actinistia           | Coelacanthi (les cœlacanthes) |
|                      | Coelacanthi (les cœlacanthes) |
| Dipnotetrapodomorpha | \| Dipnomorpha \| Dipnoi (les dipneustes) \| \| \| Dipnoi (les dipneustes) \| \| Tetrapodomorpha \| Tetrapoda (les tétrapodes) \| \| \| Tetrapoda (les tétrapodes) \| |
|                      | \| Dipnomorpha \| Dipnoi (les dipneustes) \| \| \| Dipnoi (les dipneustes) \| \| Tetrapodomorpha \| Tetrapoda (les tétrapodes) \| \| \| Tetrapoda (les tétrapodes) \| |
| Dipnomorpha          | Dipnoi (les dipneustes) |
|                      | Dipnoi (les dipneustes) |
| Tetrapodomorpha      | Tetrapoda (les tétrapodes) |
|                      | Tetrapoda (les tétrapodes) |

| Dipnomorpha     | Dipnoi (les dipneustes)    |
|                 | Dipnoi (les dipneustes)    |
| Tetrapodomorpha | Tetrapoda (les tétrapodes) |
|                 | Tetrapoda (les tétrapodes) |

| Actinistia           | Coelacanthi (les cœlacanthes) |
|                      | Coelacanthi (les cœlacanthes) |
| Dipnotetrapodomorpha | \| Dipnomorpha \| Dipnoi (les dipneustes) \| \| \| Dipnoi (les dipneustes) \| \| Tetrapodomorpha \| Tetrapoda (les tétrapodes) \| \| \| Tetrapoda (les tétrapodes) \| |
|                      | \| Dipnomorpha \| Dipnoi (les dipneustes) \| \| \| Dipnoi (les dipneustes) \| \| Tetrapodomorpha \| Tetrapoda (les tétrapodes) \| \| \| Tetrapoda (les tétrapodes) \| |
| Dipnomorpha          | Dipnoi (les dipneustes) |
|                      | Dipnoi (les dipneustes) |
| Tetrapodomorpha      | Tetrapoda (les tétrapodes) |
|                      | Tetrapoda (les tétrapodes) |

| Dipnomorpha     | Dipnoi (les dipneustes)    |
|                 | Dipnoi (les dipneustes)    |
| Tetrapodomorpha | Tetrapoda (les tétrapodes) |
|                 | Tetrapoda (les tétrapodes) |

| Actinistia           | Coelacanthi (les cœlacanthes) |
|                      | Coelacanthi (les cœlacanthes) |
| Dipnotetrapodomorpha | \| Dipnomorpha \| Dipnoi (les dipneustes) \| \| \| Dipnoi (les dipneustes) \| \| Tetrapodomorpha \| Tetrapoda (les tétrapodes) \| \| \| Tetrapoda (les tétrapodes) \| |
|                      | \| Dipnomorpha \| Dipnoi (les dipneustes) \| \| \| Dipnoi (les dipneustes) \| \| Tetrapodomorpha \| Tetrapoda (les tétrapodes) \| \| \| Tetrapoda (les tétrapodes) \| |
| Dipnomorpha          | Dipnoi (les dipneustes) |
|                      | Dipnoi (les dipneustes) |
| Tetrapodomorpha      | Tetrapoda (les tétrapodes) |
|                      | Tetrapoda (les tétrapodes) |

| Dipnomorpha     | Dipnoi (les dipneustes)    |
|                 | Dipnoi (les dipneustes)    |
| Tetrapodomorpha | Tetrapoda (les tétrapodes) |
|                 | Tetrapoda (les tétrapodes) |

| Actinistia           | Coelacanthi (les cœlacanthes) |
|                      | Coelacanthi (les cœlacanthes) |
| Dipnotetrapodomorpha | \| Dipnomorpha \| Dipnoi (les dipneustes) \| \| \| Dipnoi (les dipneustes) \| \| Tetrapodomorpha \| Tetrapoda (les tétrapodes) \| \| \| Tetrapoda (les tétrapodes) \| |
|                      | \| Dipnomorpha \| Dipnoi (les dipneustes) \| \| \| Dipnoi (les dipneustes) \| \| Tetrapodomorpha \| Tetrapoda (les tétrapodes) \| \| \| Tetrapoda (les tétrapodes) \| |
| Dipnomorpha          | Dipnoi (les dipneustes) |
|                      | Dipnoi (les dipneustes) |
| Tetrapodomorpha      | Tetrapoda (les tétrapodes) |
|                      | Tetrapoda (les tétrapodes) |

| Dipnomorpha     | Dipnoi (les dipneustes)    |
|                 | Dipnoi (les dipneustes)    |
| Tetrapodomorpha | Tetrapoda (les tétrapodes) |
|                 | Tetrapoda (les tétrapodes) |

| Actinistia           | Coelacanthi (les cœlacanthes) |
|                      | Coelacanthi (les cœlacanthes) |
| Dipnotetrapodomorpha | \| Dipnomorpha \| Dipnoi (les dipneustes) \| \| \| Dipnoi (les dipneustes) \| \| Tetrapodomorpha \| Tetrapoda (les tétrapodes) \| \| \| Tetrapoda (les tétrapodes) \| |
|                      | \| Dipnomorpha \| Dipnoi (les dipneustes) \| \| \| Dipnoi (les dipneustes) \| \| Tetrapodomorpha \| Tetrapoda (les tétrapodes) \| \| \| Tetrapoda (les tétrapodes) \| |
| Dipnomorpha          | Dipnoi (les dipneustes) |
|                      | Dipnoi (les dipneustes) |
| Tetrapodomorpha      | Tetrapoda (les tétrapodes) |
|                      | Tetrapoda (les tétrapodes) |

| Dipnomorpha     | Dipnoi (les dipneustes)    |
|                 | Dipnoi (les dipneustes)    |
| Tetrapodomorpha | Tetrapoda (les tétrapodes) |
|                 | Tetrapoda (les tétrapodes) |

| Actinistia           | Coelacanthi (les cœlacanthes) |
|                      | Coelacanthi (les cœlacanthes) |
| Dipnotetrapodomorpha | \| Dipnomorpha \| Dipnoi (les dipneustes) \| \| \| Dipnoi (les dipneustes) \| \| Tetrapodomorpha \| Tetrapoda (les tétrapodes) \| \| \| Tetrapoda (les tétrapodes) \| |
|                      | \| Dipnomorpha \| Dipnoi (les dipneustes) \| \| \| Dipnoi (les dipneustes) \| \| Tetrapodomorpha \| Tetrapoda (les tétrapodes) \| \| \| Tetrapoda (les tétrapodes) \| |
| Dipnomorpha          | Dipnoi (les dipneustes) |
|                      | Dipnoi (les dipneustes) |
| Tetrapodomorpha      | Tetrapoda (les tétrapodes) |
|                      | Tetrapoda (les tétrapodes) |

| Dipnomorpha     | Dipnoi (les dipneustes)    |
|                 | Dipnoi (les dipneustes)    |
| Tetrapodomorpha | Tetrapoda (les tétrapodes) |
|                 | Tetrapoda (les tétrapodes) |

| Actinistia           | Coelacanthi (les cœlacanthes) |
|                      | Coelacanthi (les cœlacanthes) |
| Dipnotetrapodomorpha | \| Dipnomorpha \| Dipnoi (les dipneustes) \| \| \| Dipnoi (les dipneustes) \| \| Tetrapodomorpha \| Tetrapoda (les tétrapodes) \| \| \| Tetrapoda (les tétrapodes) \| |
|                      | \| Dipnomorpha \| Dipnoi (les dipneustes) \| \| \| Dipnoi (les dipneustes) \| \| Tetrapodomorpha \| Tetrapoda (les tétrapodes) \| \| \| Tetrapoda (les tétrapodes) \| |
| Dipnomorpha          | Dipnoi (les dipneustes) |
|                      | Dipnoi (les dipneustes) |
| Tetrapodomorpha      | Tetrapoda (les tétrapodes) |
|                      | Tetrapoda (les tétrapodes) |

| Dipnomorpha     | Dipnoi (les dipneustes)    |
|                 | Dipnoi (les dipneustes)    |
| Tetrapodomorpha | Tetrapoda (les tétrapodes) |
|                 | Tetrapoda (les tétrapodes) |

| Actinistia           | Coelacanthi (les cœlacanthes) |
|                      | Coelacanthi (les cœlacanthes) |
| Dipnotetrapodomorpha | \| Dipnomorpha \| Dipnoi (les dipneustes) \| \| \| Dipnoi (les dipneustes) \| \| Tetrapodomorpha \| Tetrapoda (les tétrapodes) \| \| \| Tetrapoda (les tétrapodes) \| |
|                      | \| Dipnomorpha \| Dipnoi (les dipneustes) \| \| \| Dipnoi (les dipneustes) \| \| Tetrapodomorpha \| Tetrapoda (les tétrapodes) \| \| \| Tetrapoda (les tétrapodes) \| |
| Dipnomorpha          | Dipnoi (les dipneustes) |
|                      | Dipnoi (les dipneustes) |
| Tetrapodomorpha      | Tetrapoda (les tétrapodes) |
|                      | Tetrapoda (les tétrapodes) |

| Dipnomorpha     | Dipnoi (les dipneustes)    |
|                 | Dipnoi (les dipneustes)    |
| Tetrapodomorpha | Tetrapoda (les tétrapodes) |
|                 | Tetrapoda (les tétrapodes) |

| Actinistia           | Coelacanthi (les cœlacanthes) |
|                      | Coelacanthi (les cœlacanthes) |
| Dipnotetrapodomorpha | \| Dipnomorpha \| Dipnoi (les dipneustes) \| \| \| Dipnoi (les dipneustes) \| \| Tetrapodomorpha \| Tetrapoda (les tétrapodes) \| \| \| Tetrapoda (les tétrapodes) \| |
|                      | \| Dipnomorpha \| Dipnoi (les dipneustes) \| \| \| Dipnoi (les dipneustes) \| \| Tetrapodomorpha \| Tetrapoda (les tétrapodes) \| \| \| Tetrapoda (les tétrapodes) \| |
| Dipnomorpha          | Dipnoi (les dipneustes) |
|                      | Dipnoi (les dipneustes) |
| Tetrapodomorpha      | Tetrapoda (les tétrapodes) |
|                      | Tetrapoda (les tétrapodes) |

| Dipnomorpha     | Dipnoi (les dipneustes)    |
|                 | Dipnoi (les dipneustes)    |
| Tetrapodomorpha | Tetrapoda (les tétrapodes) |
|                 | Tetrapoda (les tétrapodes) |

| Actinistia           | Coelacanthi (les cœlacanthes) |
|                      | Coelacanthi (les cœlacanthes) |
| Dipnotetrapodomorpha | \| Dipnomorpha \| Dipnoi (les dipneustes) \| \| \| Dipnoi (les dipneustes) \| \| Tetrapodomorpha \| Tetrapoda (les tétrapodes) \| \| \| Tetrapoda (les tétrapodes) \| |
|                      | \| Dipnomorpha \| Dipnoi (les dipneustes) \| \| \| Dipnoi (les dipneustes) \| \| Tetrapodomorpha \| Tetrapoda (les tétrapodes) \| \| \| Tetrapoda (les tétrapodes) \| |
| Dipnomorpha          | Dipnoi (les dipneustes) |
|                      | Dipnoi (les dipneustes) |
| Tetrapodomorpha      | Tetrapoda (les tétrapodes) |
|                      | Tetrapoda (les tétrapodes) |

| Dipnomorpha     | Dipnoi (les dipneustes)    |
|                 | Dipnoi (les dipneustes)    |
| Tetrapodomorpha | Tetrapoda (les tétrapodes) |
|                 | Tetrapoda (les tétrapodes) |

| Actinistia           | Coelacanthi (les cœlacanthes) |
|                      | Coelacanthi (les cœlacanthes) |
| Dipnotetrapodomorpha | \| Dipnomorpha \| Dipnoi (les dipneustes) \| \| \| Dipnoi (les dipneustes) \| \| Tetrapodomorpha \| Tetrapoda (les tétrapodes) \| \| \| Tetrapoda (les tétrapodes) \| |
|                      | \| Dipnomorpha \| Dipnoi (les dipneustes) \| \| \| Dipnoi (les dipneustes) \| \| Tetrapodomorpha \| Tetrapoda (les tétrapodes) \| \| \| Tetrapoda (les tétrapodes) \| |
| Dipnomorpha          | Dipnoi (les dipneustes) |
|                      | Dipnoi (les dipneustes) |
| Tetrapodomorpha      | Tetrapoda (les tétrapodes) |
|                      | Tetrapoda (les tétrapodes) |

| Dipnomorpha     | Dipnoi (les dipneustes)    |
|                 | Dipnoi (les dipneustes)    |
| Tetrapodomorpha | Tetrapoda (les tétrapodes) |
|                 | Tetrapoda (les tétrapodes) |

| Actinistia           | Coelacanthi (les cœlacanthes) |
|                      | Coelacanthi (les cœlacanthes) |
| Dipnotetrapodomorpha | \| Dipnomorpha \| Dipnoi (les dipneustes) \| \| \| Dipnoi (les dipneustes) \| \| Tetrapodomorpha \| Tetrapoda (les tétrapodes) \| \| \| Tetrapoda (les tétrapodes) \| |
|                      | \| Dipnomorpha \| Dipnoi (les dipneustes) \| \| \| Dipnoi (les dipneustes) \| \| Tetrapodomorpha \| Tetrapoda (les tétrapodes) \| \| \| Tetrapoda (les tétrapodes) \| |
| Dipnomorpha          | Dipnoi (les dipneustes) |
|                      | Dipnoi (les dipneustes) |
| Tetrapodomorpha      | Tetrapoda (les tétrapodes) |
|                      | Tetrapoda (les tétrapodes) |

| Dipnomorpha     | Dipnoi (les dipneustes)    |
|                 | Dipnoi (les dipneustes)    |
| Tetrapodomorpha | Tetrapoda (les tétrapodes) |
|                 | Tetrapoda (les tétrapodes) |

## Génétique
Les études génétiques montrent qu'un ancêtre commun des Gnathostomes a subi une seconde duplication de son génome, après la duplication commune à tous les Vertébrés. En revanche les Gnathostomes n'ont pas subi de triplication, contrairement aux Cyclostomes (les Vertébrés sans mâchoire).